# Ternstroemia
Ternstroemia é um género botânico pertencente à família Pentaphylacaceae..